# Thomas Rudy (Politiker)

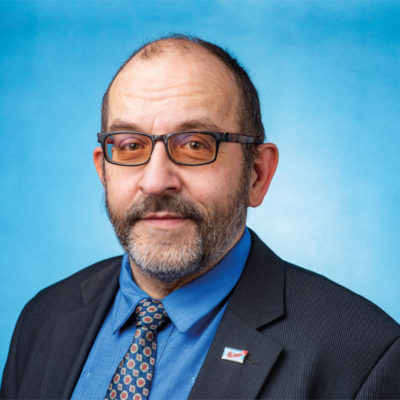
Thomas Rudy (2020)

Thomas Rudy (* 22. August 1959 in Bad Rappenau, Landkreis Heilbronn) ist ein deutscher Politiker (AfD). Er war von 2014 bis 2024 Thüringer Landtagsabgeordneter.

## Leben
Rudy machte eine Ausbildung zum Restaurantfachmann, Koch und Konditor und bildete sich zum Chef Patissier, Küchenmeister und staatlich geprüften Gastronom mit Ausbildereignung weiter. Seit 2007 arbeitet er als selbstständiger Immobilienhändler.
Im August 2016 wurde bekannt, dass die Staatsanwaltschaft Gera wegen des Verdachts auf Steuerhinterziehung gegen Rudy ermittelt. Gegen Zahlung einer Geldauflage wurde das Verfahren eingestellt.
Rudy lebt in Gößnitz (Landkreis Altenburger Land).

## Politik
Rudy ist Gründungsmitglied im Landes- und Bundesverband der AfD. Er ist agrar- und wohnungspolitischer Sprecher der AfD-Fraktion und arbeitete in der Programmarbeitsgruppe Wirtschaft der AfD mit. Bei der Landtagswahl in Thüringen 2014 zog er über die Landesliste der vom Thüringer Verfassungsschutz als rechtsextrem eingestuften AfD Thüringen in den Thüringer Landtag ein. Im März 2015 unterzeichnete er die Erfurter Resolution des völkischen Flügels der AfD. Bei der Landtagswahl 2019 zog er über das Direktmandat im Wahlkreis Altenburger Land I erneut in den Landtag ein. Bei der Landtagswahl 2024 kandidierte er nicht erneut.

## Positionen
Rudy ist für die Überprüfung von Bewerbern für den öffentlichen Dienst auf eine frühere Stasi-Tätigkeit.
Rudy tätigte mehrfach rassistische oder homophobe Äußerungen. So schimpfte er beispielsweise über „Sado-Maso-Schwule“ auf dem Christopher Street Day und stimmte den rassistischen Behauptungen seines Landessprechers Björn Höcke zum „Sexualverhalten von Afrikanern“ zu. 2014 likte er das Foto eines Fahrrads mit Hakenkreuz, woraufhin er wegen des Verwendens von Kennzeichen verfassungswidriger Organisationen angezeigt wurde. Im Zusammenhang mit staatlichen Maßnahmen während der COVID-19-Pandemie in Deutschland sprach Rudy von einem „unter Merkels viel zu langer Amtszeit“ eingeführten „Polizeistaat, da immer mehr Fakten an die Öffentlichkeit kommen, die das Corona-Regime gar nicht mehr schnell genug löschen/zensieren kann“.
Am 28. Februar 2022 teilte Rudy auf Facebook unkommentiert einen Artikel, in dem die Ursachen des Kriegs in der Ukraine mit offen antisemitischen Verschwörungstheorien wie der einer „jüdischen Weltverschwörung“ erklärt wurden.